# Wildfire (Silver Dollar City)
Pour les articles homonymes, voir Wildfire (homonymie).
Wildfire sont des montagnes russes assises du parc Silver Dollar City, situé à Branson, dans le Missouri, aux États-Unis.

## Parcours
Le train quitte la gare, fait un virage à 180 degrés vers la droite et monte le lift hill à chaîne d'une hauteur de 36,6 mètres. Au sommet, le train tourne de 90 degrés vers la gauche et fait la première descente, longue de 47,2 mètres. Elle est suivie d'un Immelmann, d'un looping vertical et d'un cobra roll. Ensuite, il y a un virage montant vers la droite, un tire-bouchon et un virage à 230 degrés vers la gauche qui mène dans les freins finaux.

## Trains
Wildfire a deux trains de huit wagons. Les passagers sont placés par quatre sur un seul rang pour un total de 32 passagers par train.